# End Game (Taylor Swift)
End Game je pesem ameriške pevke Taylor Swift v sodelovanju z Edom Sheeranom in ameriškim raperjem Future. Pesem je tudi na albumu reputation (2017).
To je bil prvi videospot v letu 2018 za Taylor Swift, Eda Sheerana in Future. 

## Videospot
Videospot je bil premierno predstavljen 11. 1. 2018 in traja 4:10. Posnet je bil na treh lokacijah: v Miamiju, Tokiu in Londonu. Je poln simbolov, predvsem kač, saj je Taylor Swift dobila ta nadimek v medijih zaradi prepirov z različnimi slavnimi osebnostmi. Videospot si je v prvih 24 urah ogledalo več kot 14 milijonov ljudi.

## Nastopi
Pesem je prvič v živo predstavila 2. decembra 2017, skupaj s Sheeranom.